# 베어드 (텍사스주)

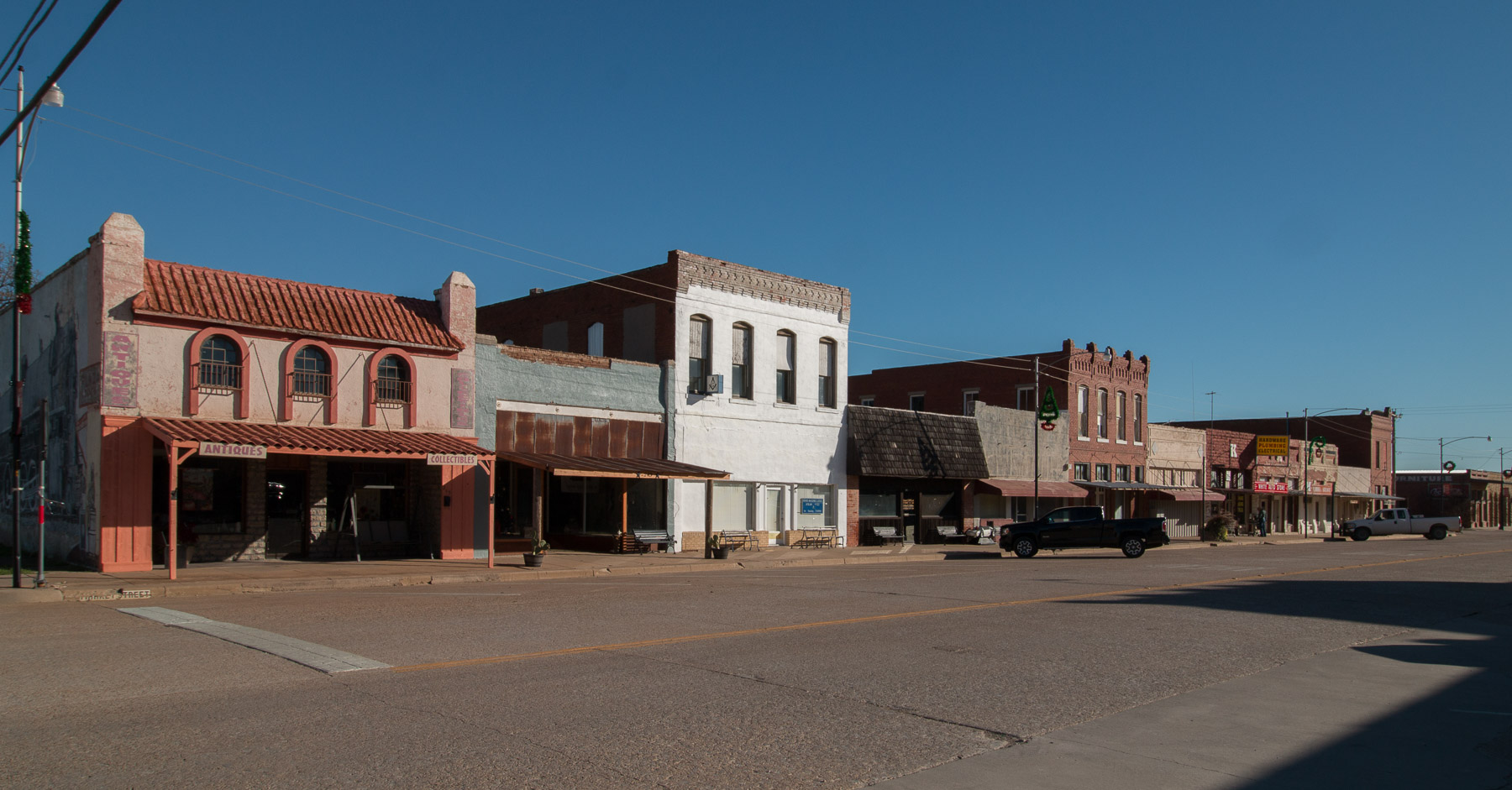

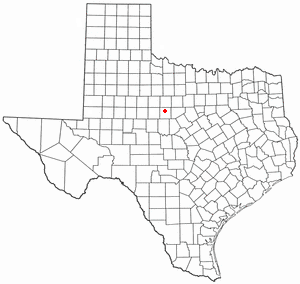

베어드(Baird)는 미국 텍사스주 캘러핸군의 도시이자 군청 소재지이다. 2010년 미국 인구 조사 기준으로 인구 수는 1,496명이다. 이 도시의 이름은 텍사스 태평양 철도의 소유주 매튜 베어드의 이름에서 기원한다.

## 인구
| 인구조사              | 인구  | Note  | %±     |
| --------------------- | ----- | ----- | ------ |
| 1890년                | 850   |       | —      |
| 1900년                | 1,502 |       | 76.7%  |
| 1910년                | 1,710 |       | 13.8%  |
| 1920년                | 1,902 |       | 11.2%  |
| 1930년                | 1,965 |       | 3.3%   |
| 1940년                | 1,810 |       | −7.9%  |
| 1950년                | 1,821 |       | 0.6%   |
| 1960년                | 1,633 |       | −10.3% |
| 1970년                | 1,538 |       | −5.8%  |
| 1980년                | 1,696 |       | 10.3%  |
| 1990년                | 1,658 |       | −2.2%  |
| 2000년                | 1,623 |       | −2.1%  |
| 2010년                | 1,496 |       | −7.8%  |
| 2019 (추산)           | 1,486 | [ 1 ] | −0.7%  |
| U.S. Decennial Census |       |       |        |